# Powiat de Pszczyna
Le powiat de Pszczyna (en polonais : powiat pszczyński) est un powiat appartenant à la voïvodie de Silésie dans le sud de la Pologne.

## Division administrative
Le powiat compte 6 communes :
- 1 commune urbaine-rurale : Pszczyna ;
- 5 communes rurales : Goczałkowice-Zdrój, Kobiór, Miedźna, Pawłowice et Suszec.